# Gye

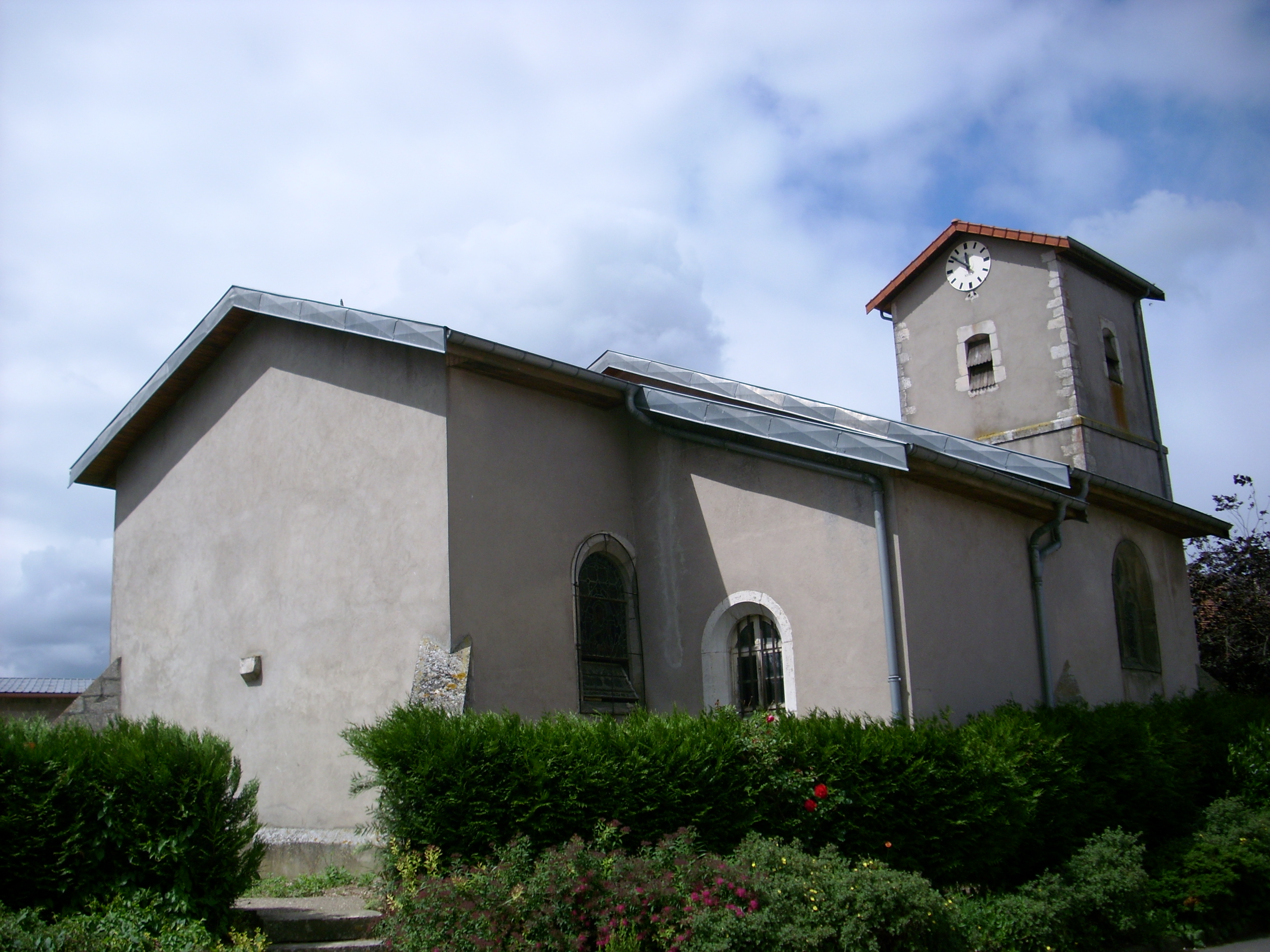
Kościół w Gye (2010)

Gye – miejscowość i gmina we Francji, w regionie Grand Est, w departamencie Meurthe i Mozela.
Według danych na rok 1990 gminę zamieszkiwało 111 osób, a gęstość zaludnienia wynosiła 17 osób/km² (wśród 2335 gmin Lotaryngii Gye plasuje się na 934. miejscu pod względem liczby ludności, natomiast pod względem powierzchni na miejscu 874.).

## Populacja

Populacja Gye w latach 1962–2008